# 시그널 (드라마)
《시그널》은 tvN에서 10주년 특별기획으로 2016년 1월 22일부터 2016년 3월 12일까지 방영된 tvN 금토 드라마이다.

## 등장 인물

### 주요 인물
- 이제훈 : 박해영 역 (아역 : 김현빈) - 10대 후반, 27세[1], 장기 미제 전담팀 프로파일러
- 김혜수 : 차수현 역 - 20대 초반 ~ 30대 후반, 40대 초반 ~ 40대 중반, 장기미제전담팀 형사
- 조진웅 : 이재한 역 - 20대 중반 ~ 30대 중반, 강력계 형사

### 광역수사대
- 장현성 : 김범주 역 - 40대 초반 ~ 50대 후반, 경찰청 수사국장
- 정해균 : 안치수 역 - 40대 중반 ~ 50대 후반, 광역수사대 계장
- 김원해 : 김계철 역 - 40대 초반, 장기미제전담팀 형사
- 정한비 : 오윤서 역 - 30대 초반, 국립과학연구원 법의학자
- 이유준 : 정헌기 역 - 30대, 장기미제전담팀 증거물감식요원
- 김민규 : 황의경 역 - 20대 초반, 의경

### 주변 인물
- 김종구 : 김종성 역 - 형사기동대 수사반장
- 황태광 : 김정제 역 - 형사기동대
- 정기섭 : 형사기동대 형사 역
- 엄지만 : 형사기동대 형사 역
- 서동갑 : 광역수사대 문 형사 역
- 장준녕 : 광역수사대 강 형사 역
- 이시아 : 김원경 역 - 이재한의 첫사랑
- 강찬희 : 박선우 역 - 박해영의 형
- 이문수 : 이재한의 아버지 역
- 임화영 : 차수민 역 - 차수현의 동생
- 김정영 : 김원경의 이모 역

### 사건별 인물

#### 김윤정 유괴 및 살인 사건 & 서형준 살인 사건 (1~2화)
- 오연아 : 윤수아 역 - 선일정신병원 경력이 있는 간호사 [범인]
- 이영은 : 김윤정 역 - 어린 해영의 친구, 실종아동[2]
- 송유현 : 강세영 역 - 선일정신병원 경력이 있는 간호사
- 김수진 : 김윤정의 어머니 역
- 서정준 : 서형준 역 - 김윤정 유괴사건의 유력한 용의자

#### 경기남부 연쇄살인 사건 (2~4화)
- 김기천 : 이천구 역 - 버스기사
- 이기섭 : 이진형 역 - 이천구의 아들 [범인]
- 문영동 : 김창수 역 - 당시 본 사건 담당 형사, 현재 아파트 경비원
- 성현미 : 정경순 역 (20대역 : 방글아) - 당시 버스 안내양
- 윤병희 : 최영신 역 - 본 사건 용의자, 뇌전증(간질)환자
- 남상란 : 황민주 역 - 버스 안내양, 희생자

#### 계수동 고위층 연쇄절도 사건(일명 대도 사건) & 한영대교 붕괴사고 (5~7화)
- 정석용 : 오경태 역 - 탑차 기사, 대도 사건의 용의자
- 박시은 : 오은지 역 - 오경태의 딸
- 유하복 : 신동훈 역 - 신여진의 아버지
- 이동하 : 한세규 역 - 당시 대도 사건의 목격자, 현재 변호사 [범인]
- 최우리 : 신여진 역 - 한영대교 붕괴사고 생존자

#### 신다혜 실종 사건 (7~8화)
- 이은우 : 신다혜 (김지희) 역 - 대도 사건의 목걸이 장물 소지자
- 현성 : 민성 역 - 신다혜의 약혼남
- 양은용 : 신정혜 역 - 신다혜의 언니

#### 홍원동 연쇄살인 사건 (9~11화)
- 이상엽 : 김진우 역 (아역 : 최지후) - 편의점 아르바이트생 [범인]
- 서은아 : 유승연 역 - 발견된 9구의 시신 중 신원 미상인 시신
- 김윤희[3] : 윤상미 역 - 공방 직원
- 봉은선 : 주인희 역 - 터널 매표소 직원
- 미상 : 서영진 역 - 동의산에서 백골사체로 발견
- 이채경 : 이순영 역 - 편의점 아르바이트생 김진우의 어머니

#### 인주 여고생 집단 성폭행 사건 (11~14화)
- 신이준 : 강혜승 역 (성인역 : 전수지) - 본 사건의 피해자
- 서지훈 : 장태진 역 - 본 사건 가해자
- 김우석 : 이동진 역 - 본 사건 피의자

#### 이재한ㆍ안치수 피살사건, 박선우 변사사건 (11~16화)
- 이달 : 일진 역
- 주명철 : 김성범 역 - 유흥업소 사장

### 그 외
- 장혁진 : 연예부 기자 역
- 송지우 : 차수현 조카 1 역
- 안정우 : 차수현 조카 2 역
- 안현정 : 박해영의 어머니 역
- 손경원 : 인주 여고생 성폭행 사건의 피해자 아버지 역
- 지성근
- 진영범 : 관할서 형사 역
- 최원
- 조수혁
- 최현준
- 조정훈
- 김대현
- 김오복
- 정종열 : 경찰 역
- 강일경
- 임재근
- 김용서
- 송인섭
- 강정구
- 강준석
- 설창희
- 김도형
- 강충훈
- 임효순
- 최혜정
- 박창홍
- 최현
- 한호용
- 홍석빈 : 현풍역 기찻길 희생자 이미선의 남편 역
- 탁성은 : 현풍역 기찻길 희생자 이미선의 딸 역
- 금동현
- 이도엽 : 경기청 박 형사 역
- 원근희 : 버스기사 역
- 오진하 : 세운요양병원 간호사 역
- 함진성 : 경기청 형사 역
- 임욱진
- 김명중
- 강성철 : 경찰 역[4]
- 고원석
- 안수호
- 박광민
- 박원묵
- 이상화 : 유흥업자 사장 역
- 강주희 : 한영대교 붕괴사고 생존자 신여진의 어머니 역
- 서보익
- 안성건
- 김상일
- 황주호
- 리민
- 김윤희
- 허인구
- 양승걸 : 홍원동 피해자 주인희의 시신을 발견한 환경미화원 역
- 홍재성 : 차수현이 박해영의 형 박선우에 대해 물어본 경찰대학 사람 역
- 양대혁
- 박상훈
- 김학선
- 정현석 : 박정민 역 - 안치수 딸 안현경의 주치의
- 차승호
- 이태검
- 선학 : 보좌관 역
- 성기윤 : 박해영의 아버지 역
- 맹봉학 : 인주고 학생주임 역
- 인성호 : 인주 여고생 성폭행 사건 가해자 이동진 아버지 역
- 주효만
- 이진권
- 이준형
- 박영훈
- 김영탁
- 유용범
- 황승언 : 한도연 역 - 박해영의 고교시절 같은 반 여학생
- 정영주 : 돼지껍데기집 주인 역
- 이재은 : 건어물가게 주인 역
- 신재도
- 조정훈
- 강찬양
- 백성일 : 수은 관련 기업 세강전구 관계자 역
- 송경화 : 편의점 주인 역
- 구본석 : 강현동 강간미수 사건 담당 형사 역
- 신문성 : 박선우 변사사건 담당 형사 역
- 정종우 : 인주경찰서 수사지원팀 형사 역
- 정태야
- 문서준
- 오기환
- 민충석
- 김대현
- 전이랑
- 최영인 : 인주병원 청소부 아줌마 역
- 유옥주 : 세인휴게소 청소부 아줌마 역
- 김찬이
- 손영순 : 휴게소 쓰레기통에서 주운 빨간 목도리를 한 할머니 역
- 이도환
- 김인호
- 김정석
- 박지연
- 정종우
- 공윤찬 : 순경 역
- 원종선 : 신다혜 사건 담당 형사 역
- 지혜인

### 특별출연
- 남현호 : 뉴스 앵커 역
- 강수진 : 뉴스 앵커 역
- 장주은 : 뉴스 앵커 역
- 서주희 : 차수현의 어머니 역
- 손현주 : 장영철 역 - 장태진의 큰아버지
- 박주호 : 최면수사관 역

## 시청률
최저 시청률과 최고 시청률은 시청률 조사회사와 지역별로 시청률에 차이가 있을 수 있습니다.
| 2016년      | 2016년      | 2016년     | 2016년      |
| 회차        | 방송일      | AGB 시청률 | TNmS 시청률 |
| ----------- | ----------- | ---------- | ----------- |
| 제1회       | 1월 22일    | 5.415%     | 6.4%        |
| 제2회       | 1월 23일    | 6.926%     |             |
| 제3회       | 1월 29일    | 8.239%     | 8.5%        |
| 제4회       | 1월 30일    | 7.666%     | 7.5%        |
| 제5회       | 2월 5일     | 7.789%     | 7.6%        |
| 제6회       | 2월 6일     | 7.077%     | 7.3%        |
| 제7회       | 2월 12일    | 8.612%     | 9.0%        |
| 제8회       | 2월 13일    | 7.784%     | 8.6%        |
| 제9회       | 2월 19일    | 7.803%     | 8.4%        |
| 제10회      | 2월 20일    | 9.195%     | 8.7%        |
| 제11회      | 2월 26일    | 10.456%    | 8.8%        |
| 제12회      | 2월 27일    | 10.065%    | 9.2%        |
| 제13회      | 3월 4일     | 9.667%     | 9.7%        |
| 제14회      | 3월 5일     | 11.120%    | 10.6%       |
| 제15회      | 3월 11일    | 10.772%    | 9.8%        |
| 제16회      | 3월 12일    | 12.544%    |             |
| 평균 시청률 | 평균 시청률 | 8.821%     | 8.7%        |

## OST

### Part. 1
| #            | 제목              | 작사         | 작곡         | 편곡           | 재생 시간 |
| ------------ | ----------------- | ------------ | ------------ | -------------- | --------- |
| 1.           | 〈회상〉 (장범준) | 김창훈       | 김창훈       | 박성일, 엉클샘 | 4:26      |
| 총 재생 시간 | 총 재생 시간      | 총 재생 시간 | 총 재생 시간 | 총 재생 시간   | 4:26      |

### Part. 2
| #            | 제목                         | 작사         | 작곡         | 편곡         | 재생 시간 |
| ------------ | ---------------------------- | ------------ | ------------ | ------------ | --------- |
| 1.           | 〈떠나야 할 그 사람〉 (잉키) | 신중현       | 신중현       | 박성일       | 4:01      |
| 총 재생 시간 | 총 재생 시간                 | 총 재생 시간 | 총 재생 시간 | 총 재생 시간 | 4:01      |

### Part. 3
| #            | 제목                   | 작사         | 작곡         | 편곡         | 재생 시간 |
| ------------ | ---------------------- | ------------ | ------------ | ------------ | --------- |
| 1.           | 〈나는 너를〉 (정차식) | 신중현       | 신중현       | 박성일       | 4:23      |
| 총 재생 시간 | 총 재생 시간           | 총 재생 시간 | 총 재생 시간 | 총 재생 시간 | 4:23      |

### Part. 4
| #            | 제목            | 작사         | 작곡         | 편곡         | 재생 시간 |
| ------------ | --------------- | ------------ | ------------ | ------------ | --------- |
| 1.           | 〈길〉 (김윤아) | 서동성       | 박성일       | 박성일       | 4:23      |
| 총 재생 시간 | 총 재생 시간    | 총 재생 시간 | 총 재생 시간 | 총 재생 시간 | 4:23      |

### Part. 5
| #            | 제목                                  | 작사         | 작곡         | 편곡         | 재생 시간 |
| ------------ | ------------------------------------- | ------------ | ------------ | ------------ | --------- |
| 1.           | 〈행복한 사람 (Piano ver.)〉 (조동희) | 조동진       | 조동진       | 박아셀       | 3:33      |
| 2.           | 〈행복한 사람 (Band ver.)〉 (조동희)  | 조동진       | 조동진       | 이상훈       | 3:32      |
| 총 재생 시간 | 총 재생 시간                          | 총 재생 시간 | 총 재생 시간 | 총 재생 시간 | 7:05      |

### Part. 6
| #            | 제목            | 작사         | 작곡         | 편곡             | 재생 시간 |
| ------------ | --------------- | ------------ | ------------ | ---------------- | --------- |
| 1.           | 〈꽃잎〉 (리싸) | 신중현       | 신중현       | 하드캐리, 최선용 | 3:15      |
| 총 재생 시간 | 총 재생 시간    | 총 재생 시간 | 총 재생 시간 | 총 재생 시간     | 3:15      |

### Part. 7
| #            | 제목                   | 작사         | 작곡         | 편곡         | 재생 시간 |
| ------------ | ---------------------- | ------------ | ------------ | ------------ | --------- |
| 1.           | 〈꽃이 피면〉 (이승열) | 서동성       | 박성일       | 박성일       | 3:36      |
| 총 재생 시간 | 총 재생 시간           | 총 재생 시간 | 총 재생 시간 | 총 재생 시간 | 3:36      |

### 시그널 OST (DIGITAL ver.)

#### Disc 1
| #            | 제목                                  | 작사         | 작곡         | 편곡           | 재생 시간 |
| ------------ | ------------------------------------- | ------------ | ------------ | -------------- | --------- |
| 1.           | 〈나는 너를〉 (정차식)                | 신중현       | 신중현       | 박성일         | 4:23      |
| 2.           | 〈회상〉 (장범준)                     | 김창훈       | 김창훈       | 박성일, 엉클샘 | 4:26      |
| 3.           | 〈떠나야 할 그 사람〉 (잉키)          | 신중현       | 신중현       | 박성일         | 4:01      |
| 4.           | 〈길〉 (김윤아)                       | 서동성       | 박성일       | 박성일         | 4:23      |
| 5.           | 〈행복한 사람 (Band ver.)〉 (조동희)  | 조동진       | 조동진       | 이상훈         | 3:32      |
| 6.           | 〈꽃잎〉 (리싸)                       | 신중현       | 신중현       | 하드캐리       | 3:15      |
| 7.           | 〈꽃이 피면〉 (이승열)                | 서동성       | 박성일       | 박성일         | 3:36      |
| 8.           | 〈행복한 사람 (Piano ver.)〉 (조동희) | 조동진       | 조동진       | 박아셀         | 3:33      |
| 9.           | 〈회상 (Drama ver.)〉 (장범준)        | 김창훈       | 김창훈       | 박성일, 엉클샘 | 5:09      |
| 10.          | 〈느루사랑〉                          |              | 정세린       | 노유림, 정세린 | 2:16      |
| 11.          | 〈돌이킬 수 없는〉                    |              | 김준석       | 구본춘         | 3:39      |
| 12.          | 〈흔적을 찾아서〉                     |              | 김준석       | 전세진         | 2:15      |
| 13.          | 〈고독한 형사〉                       |              | 박성일       | 박성일         | 2:46      |
| 14.          | 〈우리의 시간은 이어져있다〉          |              | 이윤지       | 이윤지         | 3:03      |
| 15.          | 〈수사〉                              |              | 전세진       | 전세진         | 3:09      |
| 총 재생 시간 | 총 재생 시간                          | 총 재생 시간 | 총 재생 시간 | 총 재생 시간   | 53:26     |

#### Disc 2
| #            | 제목                        | 작곡         | 편곡         | 재생 시간 |
| ------------ | --------------------------- | ------------ | ------------ | --------- |
| 1.           | 〈형사 이재한〉             | 김준석       | 김준석       | 2:32      |
| 2.           | 〈남겨진 이들을 위해〉      | 김준석       | 이윤지       | 3:50      |
| 3.           | 〈소년 박해영〉             | 김준석       | 전세진       | 2:32      |
| 4.           | 〈결정적 증거〉             | 구본춘       | 구본춘       | 3:29      |
| 5.           | 〈절실한 염원〉             | 전세진       | 전세진       | 2:55      |
| 6.           | 〈간절함이 보내온 신호〉    | 김준석       | 전세진       | 3:39      |
| 7.           | 〈새로운 단서〉             | 이루리       | 이루리       | 2:05      |
| 8.           | 〈과거는 바뀔 수 있습니다〉 | 이윤지       | 이윤지       | 2:22      |
| 9.           | 〈재한의 추리〉             | 김준석       | 전세진       | 3:00      |
| 10.          | 〈치유되지 않는 아픔〉      | 전세진       | 전세진       | 3:24      |
| 11.          | 〈그리움의 발자취〉         | 정세린       | 구본춘       | 2:19      |
| 12.          | 〈프로파일링〉              | 노유림       | 노유림       | 2:09      |
| 13.          | 〈형기대의 하루〉           | 이루리       | 이루리       | 2:34      |
| 14.          | 〈추적〉                    | 이윤지       | 이윤지       | 2:32      |
| 15.          | 〈포기하지마〉              | 구본춘       | 구본춘       | 3:48      |
| 16.          | 〈범행현장〉                | 구본춘       | 구본춘       | 2:42      |
| 17.          | 〈미궁의 연속〉             | 노유림       | 노유림       | 2:46      |
| 18.          | 〈진범〉                    | 구본춘       | 구본춘       | 2:54      |
| 19.          | 〈오늘도 달린다〉           | 이루리       | 이루리       | 2:00      |
| 20.          | 〈혼자만 모른다〉           | 김준석       | 전세진       | 1:59      |
| 21.          | 〈장기미제사건〉            | 구본춘       | 구본춘       | 1:13      |
| 22.          | 〈드러나는 진실〉           | 이윤지       | 이윤지       | 1:55      |
| 23.          | 〈서늘한 공기〉             | 전세진       | 전세진       | 1:56      |
| 24.          | 〈음모〉                    | 이루리       | 이루리       | 2:55      |
| 25.          | 〈암시〉                    | 노유림       | 노유림       | 2:26      |
| 총 재생 시간 | 총 재생 시간                | 총 재생 시간 | 총 재생 시간 | 1:06:56   |

### 시그널 OST (Album ver.)
앨범으로 발매된 것에는 아래 굵은 글씨로 표시된 것과 같이 육성 대사가 삽입되어 있다.
참고로, Disc 1는 10, 12, 18 트랙, Disc 2는 1, 3, 5, 8, 18 트랙이다.
| Disc 1 1. 나는 너를 2. 회상 (터보 음악그룹) 3. 떠나야 할 그 사람 4. 길 5. 행복한 사람 (Band ver.) 6. 꽃잎 7. 꽃이 피면 8. 행복한 사람 (Piano ver.) 9. 회상 (Drama ver.) 10. 주말까지만 기다려 달라더니 11. 느루사랑 12. 그래도 20년이 지났는데 13. 돌이킬 수 없는 14. 흔적을 찾아서 15. 고독한 형사 16. 우리의 시간은 이어져있다 17. 수사 18. 과거, 바뀔 수 있습니다 | Disc 2 1. 스물둘 영산서 소속 이재한 순경입니다 2. 형사 이재한 3. 하루 하루가 지옥 같지 4. 남겨진 이들을 위해 5. 형사님이 포기하지 말아 주세요 6. 소년 박해영 7. 결정적 증거 8. 이 무전으로 살릴 수 있어 9. 절실한 염원 10. 간절함이 보내온 신호 11. 새로운 단서 12. 과거는 바뀔 수 있습니다 13. 재한의 추리 14. 치유되지 않는 아픔 15. 그리움의 발자취 16. 프로파일링 17. 형기대의 하루 18. 마지막 무전일 것 같습니다 19. 추적 20. 포기하지마 21. 범행현장 22. 미궁의 연속 23. 진범 24. 오늘도 달린다 25. 혼자만 모른다 26. 장기미제사건 27. 드러나는 진실 28. 서늘한 공기 29. 음모 30. 암시 |

## 참고 사항
- 본 드라마의 특징으로서, 시간과 공간의 제약 없이 미스터리한 소재를 다룬 타임 슬립(Time Slip) 혹은 타임 루프(Time Loop) 스타일을 가미한 미스터리 스릴러 드라마로, 30년의 시간을 넘나들며 범인을 잡기 위해 무전기 하나로 연결된 현재의 형사 차수현(김혜수 분) 및 프로파일러 박해영(이제훈 분)과, 과거의 형사 이재한(조진웅 분)의 고군분투와 화성 연쇄 살인 사건 등 온 세상을 떠들썩하게 만들었던 다양한 실제 사건을 모티브로 하여, 모든 계층이 누구나 공감할 수 있는 현실성 짙은 소재로 배경에 큰 관심을 얻었던 논픽션 스릴러 드라마로 꼽힌다.[7][8]
- 당초 SBS 드라마본부에서 편성할 계획이었지만,[9] “큰 재미를 보지 못한 장르 드라마의 부담감”탓인지 좌절되기도[10] 했다.
- 김은희 작가는 한국방송작가협회에서 주최하여 2016년 12월 개최된 제29회 한국방송작가상 드라마 부문 최종 후보에 올랐으나, “작품이 아닌 작가임을 분명히 한다”는 운영규정으로 아쉽게도 수상하지 못했다.[11]

## 수상 경력
- 2016년 제52회 백상예술대상 TV부문 드라마작품상
- 2016년 제52회 백상예술대상 TV부문 여자최우수연기상 - 김혜수
- 2016년 제52회 백상예술대상 TV부문 극본상 - 김은희
- 2016년 제5회 아시아태평양 스타 어워즈 중편 드라마 남자 최우수상 - 조진웅
- 2016년 제5회 아시아태평양 스타 어워즈 작가상 - 김은희
- 2016년 제1회 tvN 10 어워즈 드라마 연기대상 - 조진웅
- 2016년 제1회 tvN 10 어워즈 여자배우상 - 김혜수
- 2016년 제1회 tvN 10 어워즈 피디 초이스 - 이제훈
- 2016년 아시아 아티스트 어워즈 드라마부문 대상 - 조진웅

## 동시간대 드라마
JTBC 금토드라마
- 《마담 앙트완》 : (2016년 1월 22일 ~ 2016년 3월 12일)

## 같이 보기
- 이춘재 연쇄 살인 사건
- 밀양 여중생 집단 성폭행 사건